# Камна Гориця
Камна Гориця (словен. Kamna Gorica) — поселення в общині Радовлиця, Горенський регіон, Словенія. Висота над рівнем моря: 538 м.